# Piccoli dettagli
Piccoli dettagli è un brano musicale della cantante pop italiana Giusy Ferreri, pubblicato il 29 aprile 2011 dall'etichetta discografica Sony come secondo singolo estratto da Il mio universo, il terzo album dell'artista.
Il brano è stato scritto da Rudy Marra, che nel corso di un suo spettacolo a Modena aveva rivelato che il brano sarebbe entrato in rotazione radiofonica a partire appunto dal 29 aprile 2011. La conferma definitiva è stata data dalla stessa cantante, a Milano, durante una delle tappe de Il Mio Universo Tour 2011..
Il 18 agosto, Piccoli dettagli, secondo singolo estratto dall'album Il mio universo, vince un concorso organizzato da Sky e MTV nel quale, attraverso un sondaggio online, il pubblico ha scelto, tra oltre venti canzoni, la migliore dell'estate 2011.

## Tracce
1. Piccoli dettagli – 4:17 (Rudy Marra)

## Il video
Il video, uscito il 24 maggio 2011 su MSN.it, era stato girato il 16 maggio precedente, vicino a Milano, diretto da Roberto Saku Cinardi.

## Classifiche
| Classifica (2011)         | Posizione massima |
| ------------------------- | ----------------- |
| Italia                    | 47                |
| Italia (airplay)          | 3                 |
| Italia (airplay italiane) | 3                 |